# ایوان بلاوال
ایوان بلاوال (به فرانسوی: Yvon Belaval)،(۲۴ فوریه ۱۹۰۸، ۱۹ نوامبر ۱۹۸۸) فیلسوف و واژه‌شناس فرانسوی است. تخصص او در گوتفرید لایبنیتس و قرن هجدهم است. او دبیر کل انستیتوی بین‌المللی فلسفه بوده است. 

## زندگی‌نامه
او بین سال‌های ۱۹۳۹ و ۱۹۴۰ در مدرسه کان  تدریس می‌کرد، و در اواخر سال ۱۹۲۰ با موریس زاکس در گروه کوکتو آشنا شد. در سن ۳۳ سالگی (۱۹۴۱) در رشته فلسفه پذیرفته شد و  بین سال‌های ۱۹۴۲ -۱۹۴۷ در مدرسه منتسکیو دو مانس به تدریس فلسفه پرداخت و بعدها در دانشگاه لیل تدریس کرد. و در سال ۱۹۵۳ در شهر لیل میشل فوکو را به عنوان دستیار خود استخدام کرد. در سال ۱۹۶۵ در سوربن به تدریس پرداخت و تا بازنشستگی خود در همانجا ماند.